# Marineunterstützungskommando (2012)
Das Marineunterstützungskommando (MUKdo) ist eine Kommandobehörde der Deutschen Marine. Das Vorkommando begann im Frühjahr 2012 in Roffhausen bei Wilhelmshaven auf dem Gelände der ehemaligen Olympia-Werke mit dem Aufbau der Dienststelle. Das Kommando wurde am 1. Oktober 2012 aufgestellt. Es verfügt über 1.142 militärische und zivile Dienstposten an 16 Standorten mit Schwerpunkten im Raum Wilhelmshaven und in Eckernförde. In Virginia Beach befindet sich eine Außenstelle, die der Verbindung zur United States Navy dient.

## Organisation
Das Marineunterstützungskommando ist dem Kommandeur Unterstützung im Marinekommando in Rostock unterstellt. Es wird von einem Kommandeur im Dienstgrad Flottillenadmiral geführt und gliedert sich wie folgt:
- Stab
- Gruppe Querschnittliche logistische Aufgaben / Zentrale Angelegenheiten
- Gruppe IT-Koordinierung Marine
- Zentrum Einsatzprüfung Marine
- Dezernat Forderungsmanagement/Auftragsverfolgung
- Abteilung Betriebsunterstützung, Technik und Logistik
- Abteilung Einsatzunterstützung/Einsatzprüfung
- Abteilung Führungsunterstützung

## Kommandeure
| Nr. | Name                                  | Beginn der Amtszeit | Ende der Amtszeit |
| --- | ------------------------------------- | ------------------- | ----------------- |
| 4.  | Flottillenadmiral Matthias Potthoff   | 29. Sep. 2023       | –                 |
| 3.  | Flottillenadmiral Lars Holm           | 31. Jan. 2017       | 29. Sep. 2023     |
| 2.  | Flottillenadmiral Frank Martin Lenski | 25. Sep. 2014       | 31. Jan. 2017     |
| 1.  | Flottillenadmiral Werner Lüders       | 1. Okt. 2012        | 25. Sep. 2014     |

## Aufgaben

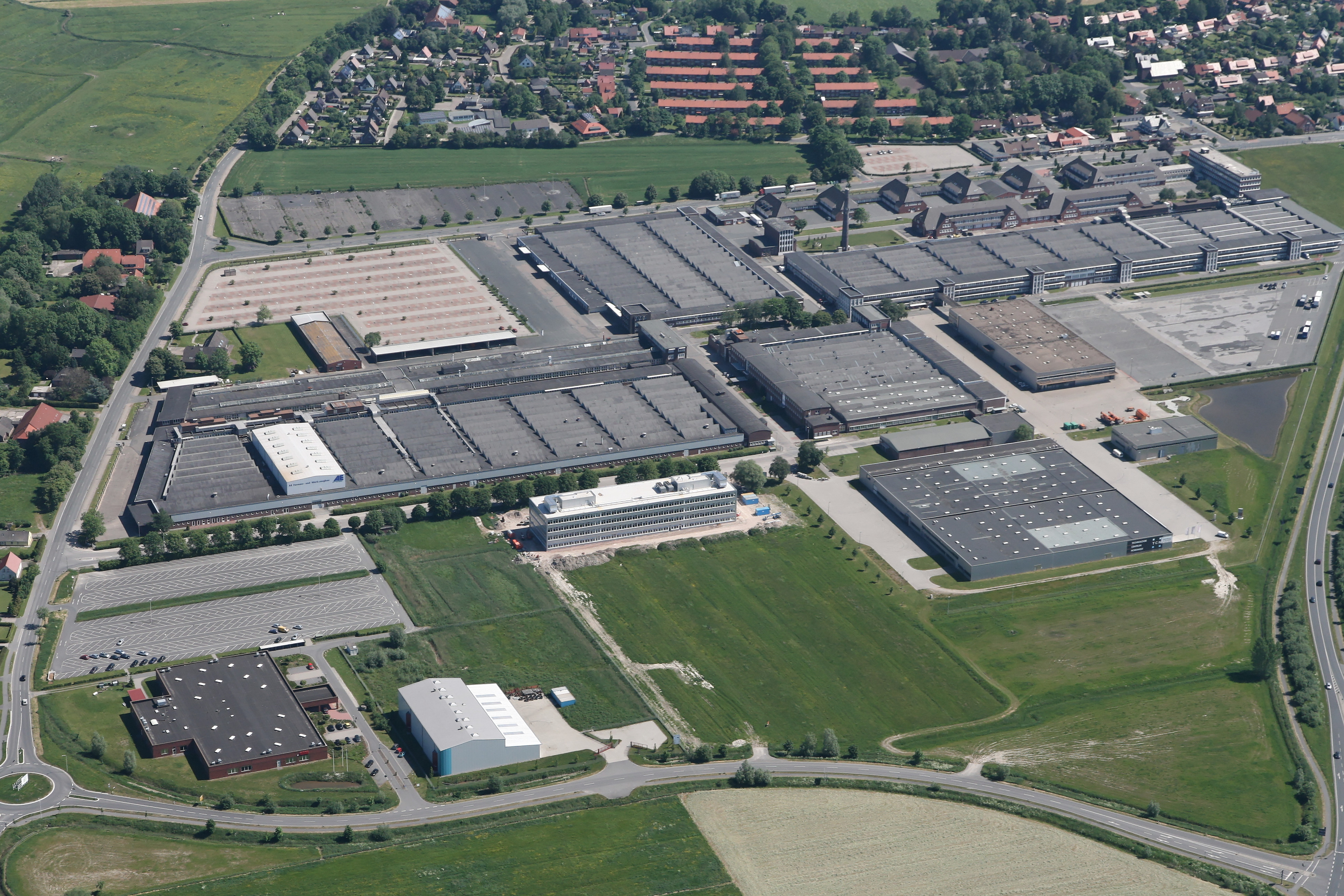
Sitz des MUKdo in den ehemaligen Olympiawerken in Roffhausen

Im Rahmen der Betriebs- und Versorgungsverantwortung des Inspekteurs der Marine stellt das MUKdo die Einsatzbereitschaft und Einsatzfähigkeit der Flotte sicher.
Die Abteilung I Betriebsunterstützung Technik/Logistik bearbeitet technische Grundsatzangelegenheiten der Marine einschließlich der Materialerhaltung und technischer Prüfungen. Ihr gehören die Leitenden Ingenieure der Marine für Schiffstechnik, Waffen/Sensoren und Luftfahrzeuge der Marine an. Außerdem werden technische Angelegenheiten der fliegenden Waffensysteme und der Marinelandeinheiten bearbeitet.
Die Abteilung II Einsatzunterstützung/Einsatzprüfung ist im Wesentlichen aus den bisherigen Dienststellen Kommando Marineführungssysteme im Marinestützpunkt Heppenser Groden und Kommando für Truppenversuche der Marine in Eckernförde gebildet worden, die am 1. Oktober 2012 in das Marineunterstützungskommando eingegliedert wurden. Ihr gehört der Leitende Ingenieur für Führungs-, Leit- und Steuersysteme an.
Die Abteilung III Führungsunterstützung ist für den Betrieb der Führungsunterstützung in der Marine verantwortlich. Ihr unterstehen unter anderem die Landfunkstationen der Marine, z. B. die Marinefunksendestelle Rhauderfehn.